# Tachtamukai
Tachtamukai (russisch Тахтамукай; adygeisch Тэхъутэмыкъуай) ist ein Aul in der Republik Adygeja (Russland) mit 5214 Einwohnern (Stand 14. Oktober 2010).

## Geographie
Der Ort liegt knapp 100 km Luftlinie nordwestlich der Republikhauptstadt Maikop und knapp 15 km südlich des Zentrums von Krasnodar, des Zentrums der benachbarten Region Krasnodar, am östlichen Ufer des kleinen Oktjabrskoje-Stausees des Sups, eines linken Nebenflusses des wenige Kilometer nördlich fließenden Kuban.
Tachtamukai ist Verwaltungssitz des Rajons Tachtamukaiski sowie Sitz der Landgemeinde Tachtamukaiskoje selskoje posselenije, zu der außer Tachtamukai noch der Aul Natuchai, die Siedlungen Otradny, Prikubanski und Sups und der Weiler (chutor) Apostolidi gehören.

## Geschichte
Der Aul wurde 1860 gegründet und hieß zunächst bis 1870 Enemski oder auch Enem-Tachtamukai. In den 1930er-Jahren hieß er kurzzeitig (1936–1938) Chakurate, nach dem adygeischen Revolutionär und Sowjetfunktionär Schachan-Girei Chakurate (1883–1935). Am 5. August 1957 erfolgte eine weitere Umbenennung in Oktjabrski, nach russisch oktjabr für Oktober, mit Bezug auf die Oktoberrevolution. In den 1990er-Jahren wurde der adygeische Name wiederhergestellt.

### Bevölkerungsentwicklung
| Jahr | Einwohner |
| ---- | --------- |
| 1939 | 3223      |
| 1959 | 3165      |
| 1970 | 4419      |
| 1979 | 4907      |
| 1989 | 5212      |
| 2002 | 5117      |
| 2010 | 5214      |

Anmerkung: Volkszählungsdaten

## Verkehr
Von Tachtamukai besteht Straßenverbindung in die wenige Kilometer westlich und nordwestlich gelegenen, bedeutend größeren Siedlungen im Rajon, Enem und Jablonowski. Durch diese verlaufen die Eisenbahnstrecke Krasnodar – Noworossijsk sowie die ihr folgende Fernstraße A146, zugleich Teilstück der Europastraße 115. Nach Osten besteht Verbindung zur Stadt Adygeisk am Südwestende des Krasnodarer Stausees, an der Fernstraße M4.